# Alekséi Kaledín
Alekséi Maksímovich Kaledín (en ruso: Алексе́й Макси́мович Каледи́н, 12 de octubre de 1861-29 de enerojul./ 11 de febrero de 1918greg.) fue un general cosaco del Ejército zarista ruso y dirigente del Movimiento Blanco contrarrevolucionario en 1917-1918. Se lo considera uno de los dirigentes contrarrevolucionarios más eficientes e íntegros.

## Comienzos
Kaledín nació en el seno de una familia de la baja nobleza cosaca en las cercanías de Tsaritsin. Dedicándose a la carrera militar, se graduó en la Academia de Artillería Mijáilovski en 1882 y más tarde en la del Estado Mayor en 1889.

## La Primera Guerra Mundial
Una vez comenzada la Primera Guerra Mundial Kaledín mandó el 8.º Ejército y más tarde el XII Cuerpo de Ejército; al frente de estos obtuvo la reputación de ser uno de los mejores generales del Ejército ruso.

## El periodo revolucionario
Fue destituido tras la Revolución de Febrero por Alekséi Brusílov por sus declaraciones conservadoras y opuestas a las reformas revolucionarias.
En abril el «Krug» (asamblea cosaca) había sido reconocida por el Gobierno central como gobierno autónomo tras aceptar una serie de reformas para el país y a pesar de las insatisfactorias relaciones entre ambos. El mes anterior, en un congreso nacional cosaco celebrado en la capital, había proclamado la indivisibilidad del país y su intención de continuar la guerra hasta la victoria.
De vuelta al frente, fue elegido atamán de los cosacos del Don en Novocherkask el 19 de juniojul./ 2 de julio de 1917greg., pasando a mandar dos divisiones cosacas que operaban en ese sector del frente. En agosto acudió a la Conferencia Estatal de Moscú como delegado de las tropas cosacas, mostrándose como el más conservador de los oradores que participaron en la misma. Se opuso a los sóviets y a la existencia de comisarios en el Ejército, pidiendo su abolición.
Se le supone partidario del fallido golpe de Kornílov, pero no participó en él, aunque sí había expresado su simpatía por la postura de aquel. Sospechoso a ojos del primer ministro Aleksandr Kérenski, se ordenó su detención, pero la asamblea cosaca de la región desobedeció la orden. El golpe de Kornílov aceleró el deterioro de las relaciones entre el Gobierno central y el «Krug» tras la absolución de Kaledín por este en sus sesiones sobre el asunto, celebradas a finales de septiembre (18 - 14 de septiembrejul./ 27 de septiembre de 1917greg.). Exigió el envío de una comisión de investigación a Novocherkask, eligió delegados para la próxima Asamblea Constituyente Rusa y se negó a hacerlo para el segundo congreso de sóviets.
El 20 de septiembrejul./ 3 de octubre de 1917greg. una reunión de diversas comunidades cosacas acordó oponerse a los bolcheviques, abogar por la transformación del país en una unión federal y establecer una confederación de huestes (voisko) con sede en Ekaterinodar.
Se opuso rotundamente a la Revolución de Octubre y el distrito cosaco bajo su control no reconoció al nuevo Gobierno soviético. Tras la toma del poder por los bolcheviques comenzó a participar activamente en la oposición al nuevo Gobierno, manteniendo contactos con otras destacadas figuras conservadoras en el Ejército. Ofreció su territorio como centro del movimiento contrario al Gobierno de Petrogrado, a pesar de sus dificultades para lograr el apoyo de sus propios cosacos a la causa antibolchevique. Poco después de la Revolución sus tropas se negaron a tomar Vorónezh, desobedeciendo las órdenes de Kaledín.
Sus relaciones con otros dirigentes del movimiento como los generales Lavr Kornílov o Mijaíl Alexéyev fueron complicadas. También lo fueron con los dirigentes políticos conservadores, principalmente kadetes, que acudieron a la zona, ignorantes de los intereses y costumbres cosacas, llegando Kaledín a solicitar su marcha a finales de 1917.

## La guerra civil
El 7 de noviembrejul./ 20 de noviembre de 1917greg., como reacción a la toma del poder por los bolcheviques, Kaledín formó un Gobierno provisional independiente que debía durar hasta la creación de uno nuevo en Petrogrado. El 13 de noviembrejul./ 26 de noviembregreg., instauró la ley marcial, tras la captura soviética de Rostov. Tres días antes de proclamar su independencia de Petrogrado, llegó a Novocherkask la escasa fuerza al mando de Alekséiev, cuarenta oficiales, por invitación de Kaledín.
Como consecuencia, el 26 de noviembrejul./ 9 de diciembregreg. el comité militar revolucionario de Rostov del Don, la principal autoridad de la comarca bajo control bolchevique, rechazó la autoridad del nuevo Gobierno cosaco. Se proclamó la República Soviética del Don.
Kaledín ordenó a sus tropas marchar sobre la ciudad, pero de nuevo estas se negaron a obedecer sus órdenes, especialmente los jóvenes veteranos del frente. Kaledín hubo de solicitar ayuda a Alekséiev, que prestó quinientos oficiales para la operación, a pesar de sus recientes desavenencias con Kaledín y de contar con apenas unos seiscientos hombres en armas en aquel momento. La batalla por el control de la ciudad, que comenzó el 9 de diciembrejul./ 22 de diciembregreg. y duró seis días, se considera el comienzo de la guerra civil rusa.
La ayuda de Alekséiev convenció a Kaledín de la necesidad de forjar una alianza con los elementos antibolcheviques refugiados en su territorio, a pesar de sus rencillas internas. El 17 de diciembrejul./ 30 de diciembre de 1917greg. y tras tensas discusiones entre militares y políticos Kornílov, Kaledín y Alekséiev acordaron la formación de un triunvirato que controlaba las principales fuerzas contrarrevolucionarias en el sur de Rusia. Kornílov se centraba en los asuntos militares; Alekséiev, en los administrativos, de política exterior y financieros; y Kaledín, en los referidos a los cosacos.
Ante la creciente tensión en la región entre la población cosaca y la que no lo era, Kaledín ideó un plan para compartir el poder político en la zona entre ambas comunidades, que terminó fracasando. También hubo roces entre las distintas generaciones de cosacos y entre esta comunidad y las unidades no cosacas del Ejército de Voluntarios. La llegada de agitadores enviados por el departamento cosaco del Gobierno de Lenin también favoreció la desintegración de sus unidades. Los veteranos del frente tampoco eran favorables a combatir a los bolcheviques. La población no cosaca (inodorodnye), en su mayoría inmigrantes tardíos que trabajaban en las fábricas de Rostov, en las minas de carbón del Donbass o en las tierras arrendadas a los cosacos, sufrían discriminación: pese a ser cerca de la mitad de los habitantes de la comarca, poseían únicamente una décima parte de las tierras. Esta población, pobre, rebelde y discriminada, se inclinó hacia los bolcheviques frente a los burgueses y a los arrendadores cosacos. Solo en las tierras del sur, más ricas, los cosacos se mostraron dispuestos a oponerse a los bolcheviques, mientras en el norte la mayoría respaldaba al comité militar revolucionario de Kamenskaia, cercano a estos.
En las ciudades del Don, en las que los trabajadores en general apoyaban a los bolcheviques, comenzó una espiral de violencia marcada por las matanzas de partidarios de los Voluntarios y brutales represalias de estos contra los partidarios de los soviéticos.
A pesar de esta situación inestable, en el extranjero los cosacos seguían considerándose una gran fuerza contrarrevolucionaria, y recibieron importantes ayudas como tales. El National City Bank de Nueva York transfirió a Kaledín medio millón de dólares de las cuentas del Imperio ruso, mientras que el alto mando británico le concedería «apoyo financiero por cualquier cifra que fuese necesaria». A mediados de diciembre, estadounidenses, británicos y franceses habían aprobado la entrega de ayuda financiera a Kaledín. Incluso tras la toma del mando militar por Kornílov a comienzos de enero de 1918, los Aliados continuaron considerando a Kaledín como la principal figura del movimiento. Este fue reelegido atamán el 29 de diciembre de 1917jul./ 11 de enero de 1918greg..
Las esperanzas Aliadas, sin embargo, se frustraron: con el avance soviético, la autoridad de Kaledín se desmoronó. El 15 de enerojul./ 28 de enerogreg., el comité revolucionario le exigió la entrega del poder, el desarme de las tropas en la región y la disolución del krug. El 29 de enerojul./ 11 de febrero de 1918greg., ante el avance del Ejército Rojo, que estaba a punto de expulsarlo de territorio cosaco, Kaledín renunció a su cargo de atamán y se suicidó dos horas más tarde disparándose en el pecho. El mismo día había recibido el anuncio del Ejército Voluntario de su inminente retirada del territorio cosaco. Pocos días más tarde, los soviéticos retomaron Rostov y Novocherkask (25 de febrero de 1918), y la mayoría de las fuerzas cosacas se sometieron al nuevo Gobierno.